# Garden Island (ö i Australien, Tasmanien, lat -43,26, long 147,13)
Garden Island är en ö i Australien. Den ligger i delstaten Tasmanien, i den sydöstra delen av landet, omkring 45 kilometer söder om delstatshuvudstaden Hobart. Arean är 0,68 kvadratkilometer. Den sträcker sig 1,5 kilometer i nord-sydlig riktning, och 0,7 kilometer i öst-västlig riktning.
Genomsnittlig årsnederbörd är 920 millimeter. Den regnigaste månaden är juli, med i genomsnitt 114 mm nederbörd, och den torraste är februari, med 49 mm nederbörd.